# قلب یک زن
قلب یک زن (انگلیسی: The Heart of a Woman) یک خودزندگی‌نامه از نویسندهٔ آمریکایی، مایا آنجلو است. این کتاب چهارمین اثر از مجموعهٔ ۷ جلدی زندگی‌نامهٔ نویسنده است. قلب یک زن، حوادث سال‌های ۱۹۵۷ تا ۱۹۶۲ از زندگی نویسنده را بازگو می‌کند و دنبالهٔ آن، بیانگر سفر وی به کالیفرنیا، نیویورک، قاهره و غنا می‌باشد. در طول این زمان، شاهد رشد فرزند نوجوانش است و در عین حال به عنوان یک نویسنده و فعال جنبش حقوق مدنی سیاهپوستان آمریکا فعالیت می‌نماید. مصادف با این موضوعات، با مقاومت داخلی علیه آپارتاید آفریقای جنوبی روبرو می‌شود. یکی از مهم‌ترین موضوعات و بُن مایه‌های کتاب قلب یک زن، مادر بودن است همانگونه که آنجلو نشان می‌دهد چگونه فرزندش را پرورش می‌دهد. کتاب در حالی به پایان می‌رسد که فرزند مایا راهی کالج گردیده و آنجلو با نگاهی رو به جلو، در انتظار ظهور استقلال و آزادی تازه‌ای است.

## نگارخانه

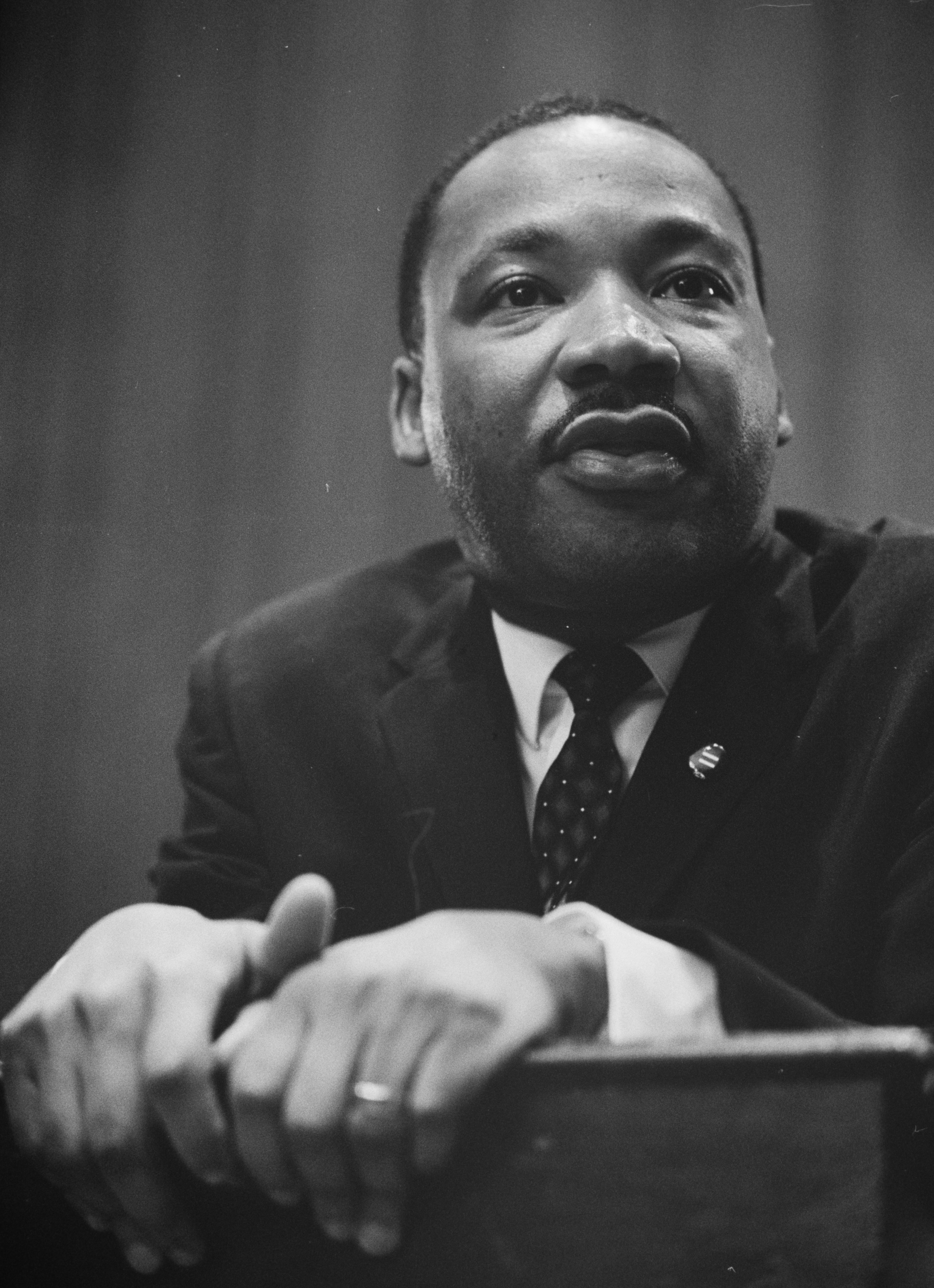
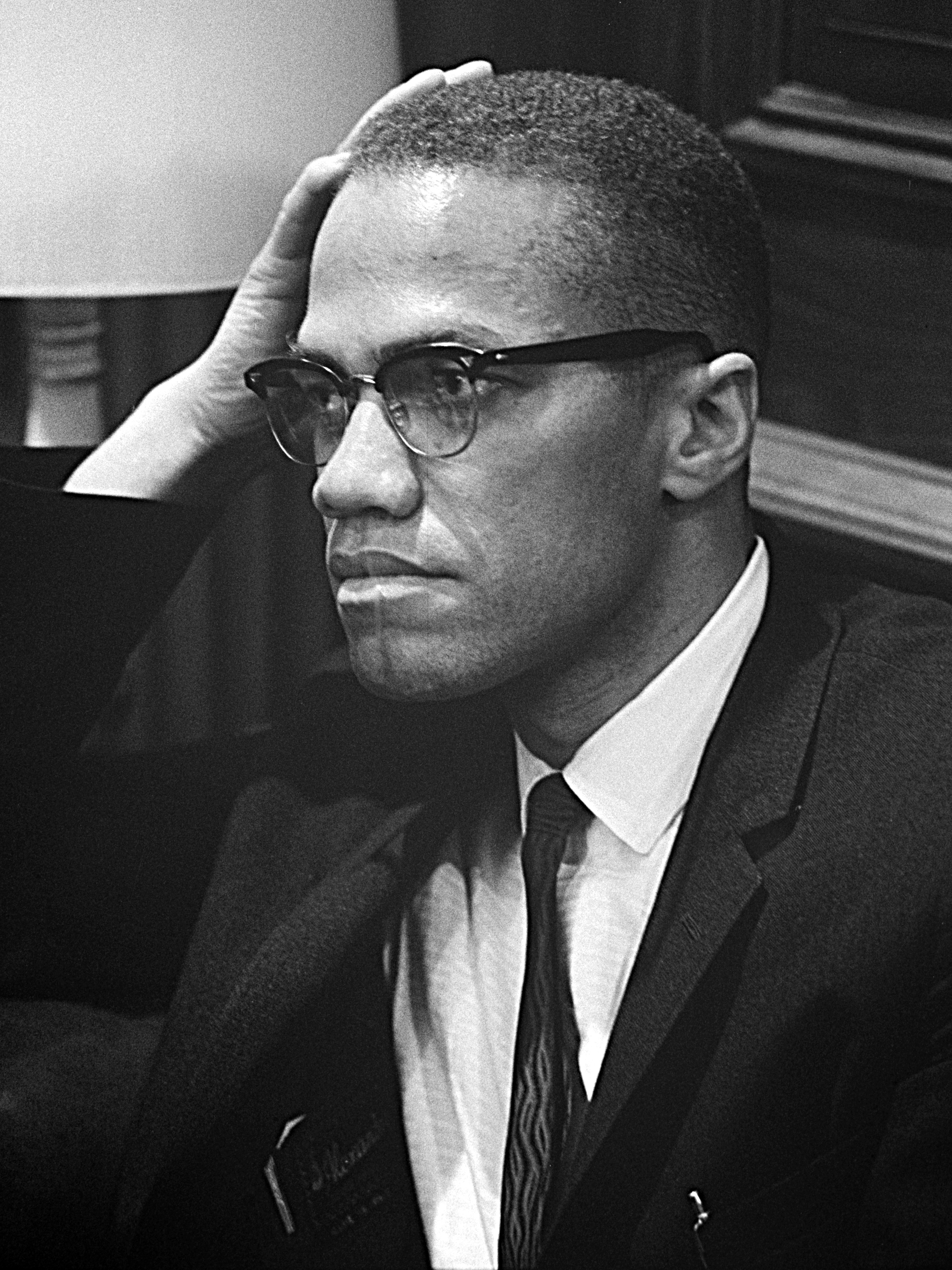
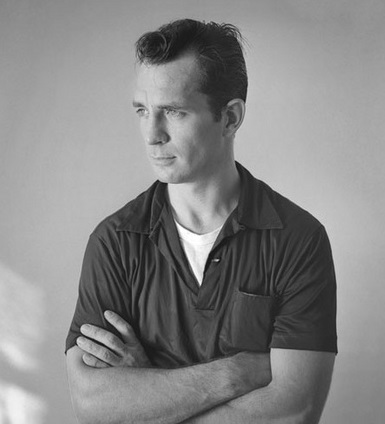
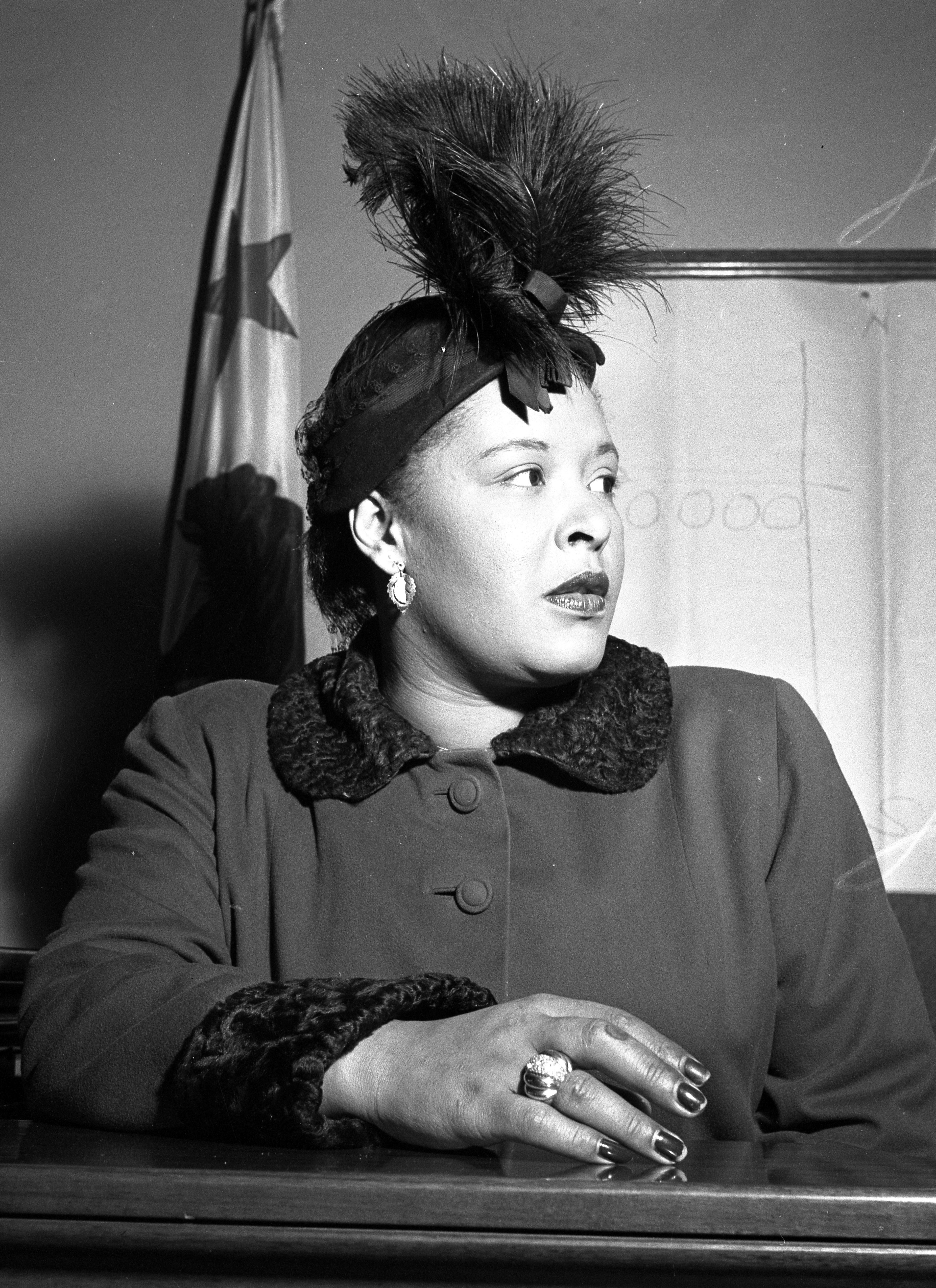